# Murchison, Texas
Murchison là một thành phố thuộc quận Henderson, tiểu bang Texas, Hoa Kỳ. Năm 2010, dân số của xã này là 594 người.

## Dân số
- Dân số năm 2000: 592 người.
- Dân số năm 2010: 594 người.